# Kaliforniai vörösrák
A kaliforniai vörösrák (vörös mocsárrák, Procambarus clarkii) a tízlábú rákok (Decapoda) rendjébe sorolt folyami rákok (Astacidea) alrendágában a Cambaridae család egyik faja. Magyar neve félrevezető, mert eredeti otthona nem Kalifornia, oda csak behurcolták.

## Származása, elterjedése
Eredetileg az USA déli, a nearktikus faunatartomány keleti részén volt honos Floridától Texasig és északkelet- Mexikóig; a Mexikói-öbölbe ömlő folyók és patakok lakója. Elterjedésének északi határa Ohio és Illinois állam volt. Szándékosan vagy véletlenül Európa, Ázsia, Afrika, Észak- és Dél-Amerika más országaiba is behurcolták, és a helyeken inváziós fajként kiszorítja a helyi rákfaunát. Elterjedését gyorsítja, hogy rákfarmokon tenyésztik, akváriumban díszállatként tartják és — különösen esős időben — több kilométert képes gyalogolni a szárazföldön. Magyarországon a 2020-as évek elején tűnt fel — a feltételezések szerint úgy, hogy néhány felelőtlen díszállattartó szabadon engedte megunt rákjait.

## Megjelenése, felépítése

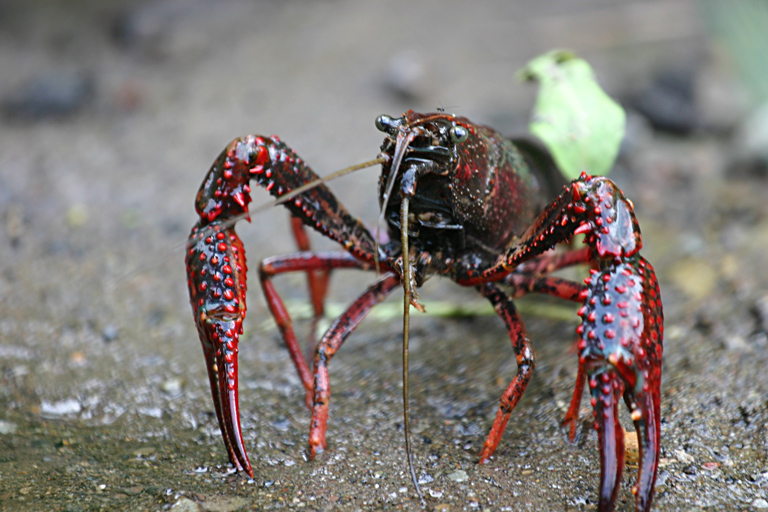
Vörösrák szemből

A kifejlett rák hossza őshazájában 13–15 centiméter, testtömege több mint 50 gramm. Színe barnásvörös vagy vörösesfekete, a fiatal példányok szürkék. Rokonaihoz hasonlóan a fej és a tor pontszerű kiemelkedésekkel borított fejtorrá nőtt össze. Testét vékony, de igen erős kitinpáncél védi; ezt növekedéséhez időnként le kell vedlenie. Feje elöl kihegyesedik, nyélen ülő szemei jól mozgathatóak. Öt pár járólába közül az első pár erőteljes ollóvá alakult. Világosabb skarlátvörös kiemelkedésekkel borított ollói keskenyek és hosszúak. Potrohának ízeiből további öt pár úszóláb nő. A potroh felső oldalán sötét ék alakú mintázat húzódik végig.

## Életmódja, élőhelye

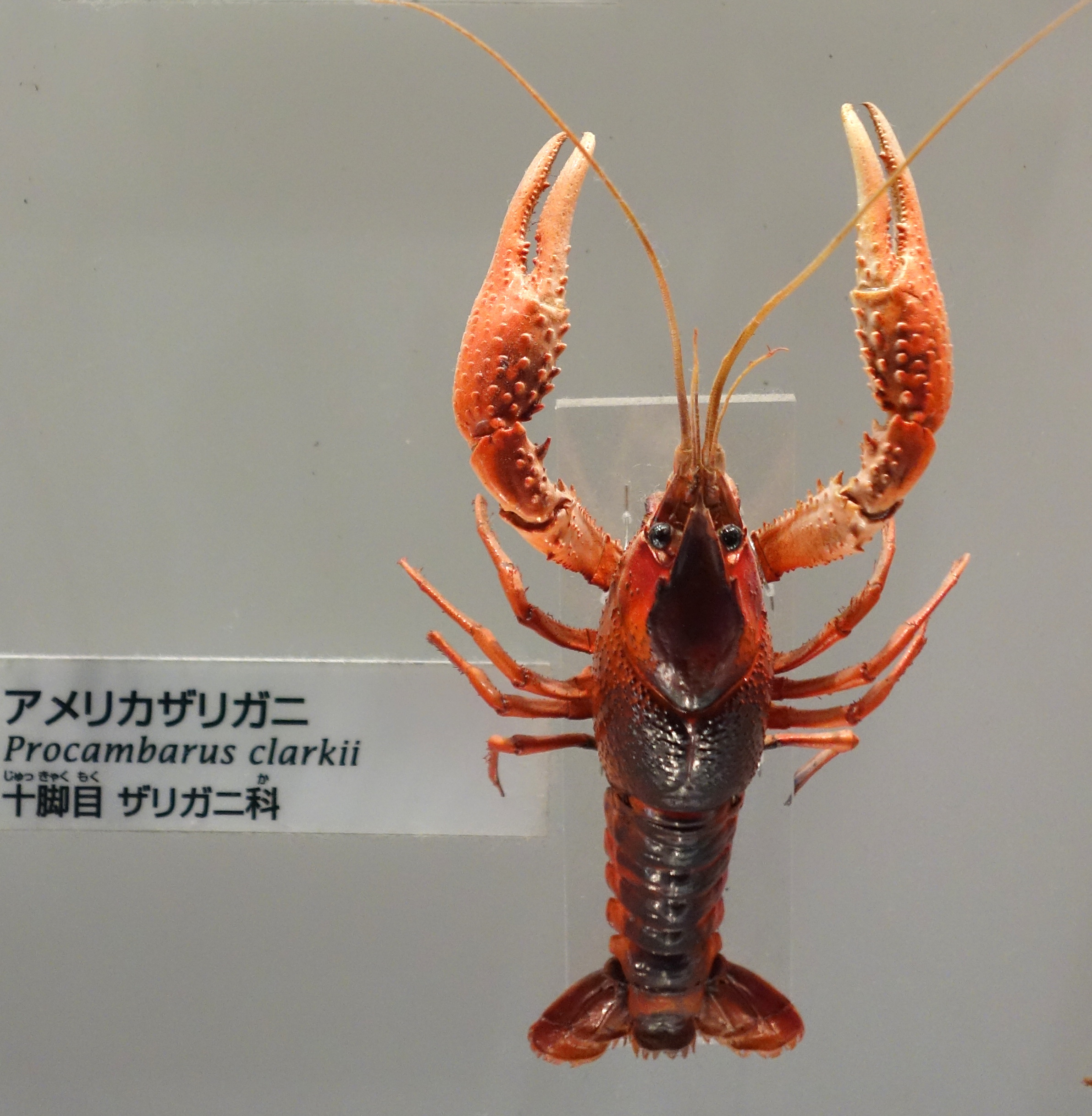
Kaliforniai vörösrák a tokiói Természettudományi Múzeumban

A lassan folyó vagy álló vizek (tavak, mocsarak) lakója. Erősen territoriális, a területéről agresszívan elüldözi fajtársait. Igen igénytelen és tűrőképes: ha élőhelye kiszárad vagy befagy, az iszapba ássa magát. Mindenevő: rovarokat, lárvákat, csigákat, dögöt, élő vagy korhadó növényeket egyaránt fogyaszt, de az állati eredetű táplálékot preferálja. Időnként a partra is kimegy, hogy békákat fogjon. Zsákmányát erős ollóival ragadja meg. Elsősorban éjszaka aktív, nappal pedig kövek, fatörzsek alá rejtőzik.
Késő ősszel szaporodik. A hím ollóival lefogja a nőstényt és hozzásimul. Az ötödik járólábpár tövénél elhelyezkedő nyíláson ereszti ki farok nélküli spermiumait, amelyek a nőstény harmadik lábpáránál nyíló póruson át behatolva termékenyítik meg a petéket. A nőstény ezután 200–500 petét bocsát ki, hanyattfekve, úszólábait mozgatva az úszólábakra tapasztja őket. A peték az anyára tapadva, biztonságban fejlődnek, amíg a nőstény télire az iszapba ássa magát. Tavasszal a peték lárvákká alakulnak, és a második vedlésig anyjukon maradnak. Meleg éghajlaton évente két generációja is felnőhet. Igen gyorsan gyarapszik: a 0,5 cm-es kikelő lárva megfelelő körülmények között három hónap alatt 8 cm-esre nőhet.

## Ökológiai jelentősége
Megeszi azokat a vízicsigákat, amelyek patogén féregfajok köztes gazdái lehetnek. Terjesztheti a rákpestist, a rákok Vibrio-fertőzését és egyes, gerinceseket megbetegítő féregparazitákat is.
Kínában kezeletlen állati és emberi szennyvízre engedik rá a mocsárrákokat, majd a fogyasztásra szánt példányokat speciálisan kezelik.

## Felhasználása

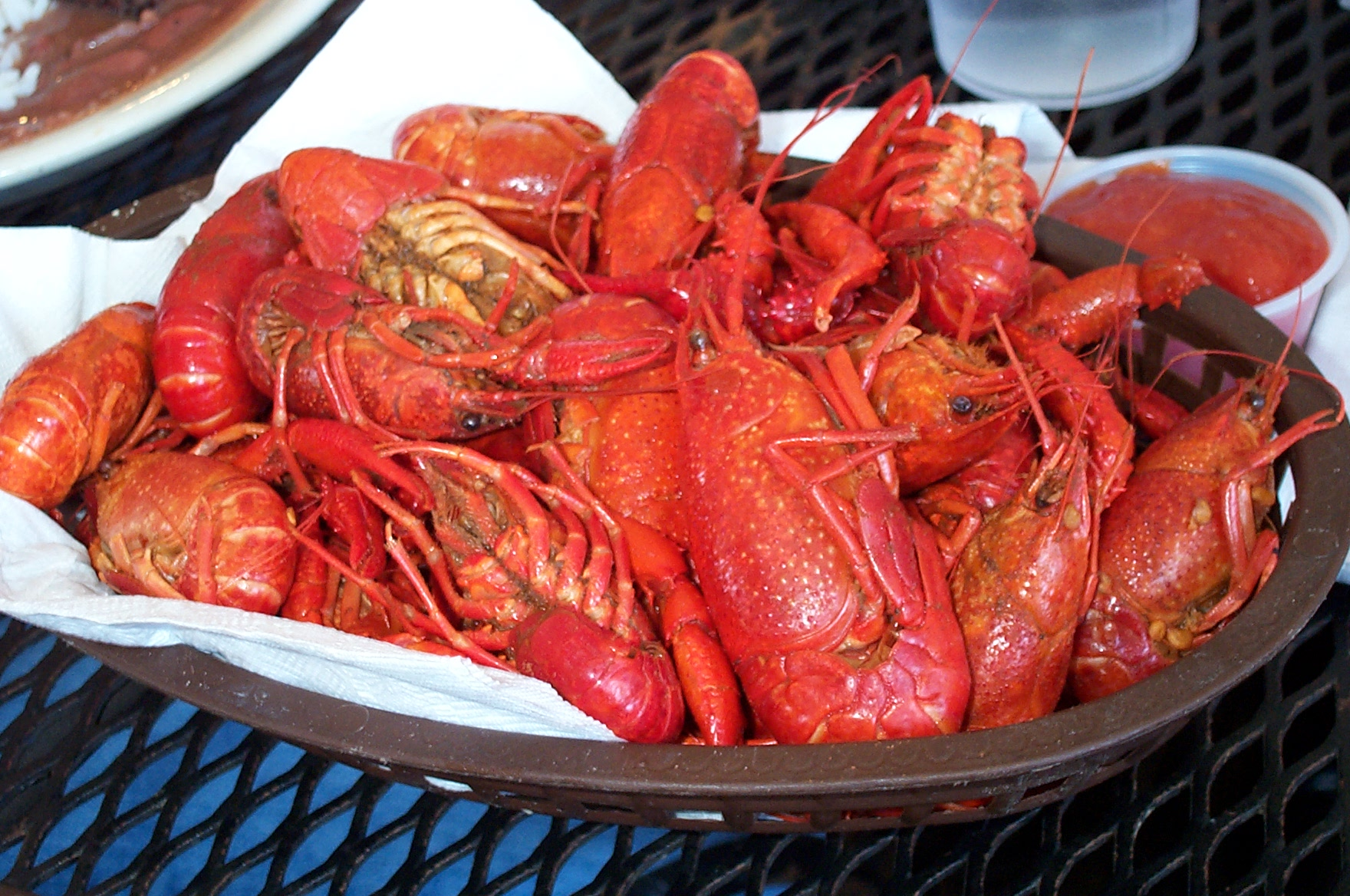
Főtt rákok

Ehető. Az USA déli részén, különösen Louisianában, a főtt rák igen népszerű fogás. Már a 18. század óta tenyésztik, a 21. század elején rákfarmok területe több mint 48 ezer hektár, 2002-es termelésük 27,8 ezer tonna rák. A kínai termelés gyorsan lehagyta az amerikait; ők 2005-ben már 105 ezer tonnányit állítottak elő (bár ez valószínűleg más fajokkal összesített eredmény).
Akváriumban díszállatként tartható. Etetése egyszerű, mert megeszik szinte mindent, beleértve nemcsak a vízinövényeket, de a halakat is, ezért ajánlott egyedül tartani.
A díszállattenyésztők több színváltozatát is kitenyésztették, így ismert narancssárga, kék és fehér vörösrák is. Ezek ráadásul nagyobbak is (> 20 cm) is őseiknél. Az USA-ban, Nyugat-Európában és Japánban szervezett börzéken egy-egy mutatósabb példány 200–300 €-ért cserél gazdát.

## Terjedése, kártétele
Sok országban — például Dél-Európában — meghonosodott, és az őshonos fajokat kiszorítva gyorsan terjed. Szerepel az Európai Unió inváziós fajokat felsoroló jegyzékén. Aljzatfúró, ásó tevékenységével meggyengíti a gátakat és az öntözőberendezéseket.